# Chironomus coniger
Chironomus coniger är en tvåvingeart som först beskrevs av Jean-Jacques Kieffer 1913. Chironomus coniger ingår i släktet Chironomus och familjen fjädermyggor.
Artens utbredningsområde är Myanmar. Inga underarter finns listade i Catalogue of Life.